# Carpello (botanica)

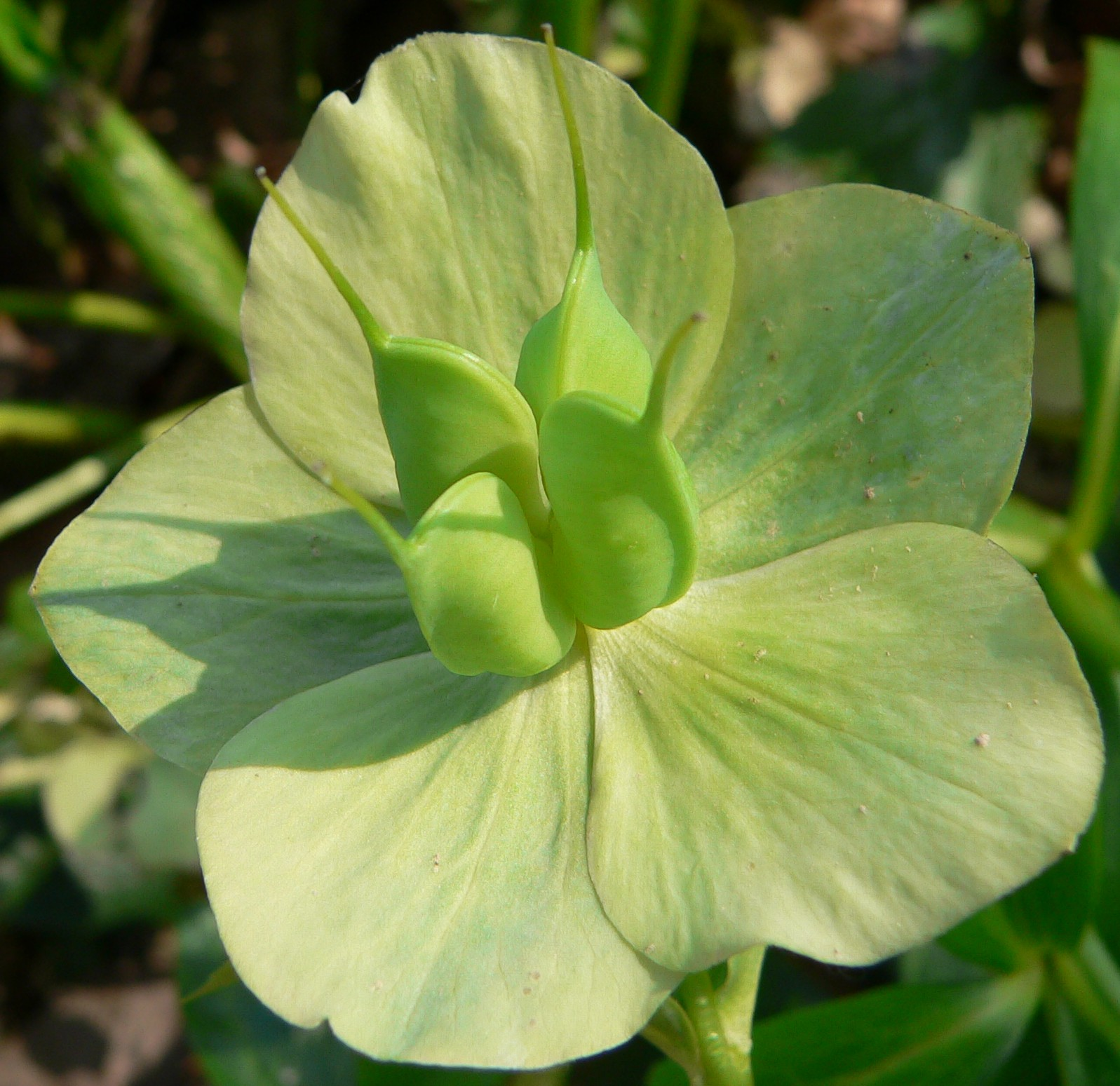
Fiore di Helleborus orientalis dopo la fecondazione e aver perso gli stami; si può notare che i carpelli sono foglie serrate sopra se stesse (gineceo apocarpico).

Il carpello, dal greco karpos (frutto), è una foglia modificata con funzione riproduttiva, facente parte del fiore ed in particolare costituente il gineceo (parte del fiore composta da uno o più pistilli). Nel corso dell'evoluzione la foglia dello sporofillo si è richiusa su sé stessa: ossia i due margini si sono saldati a formare una cavità richiusa, l'ovario appunto è al di sotto di stilo e stimma.

## Descrizione
Nelle angiosperme si individuano ovari monocarpellari, ovvero formati da un solo carpello, o pluricarpellari, ovvero formati da più carpelli.
Inoltre i carpelli possono essere fusi insieme originando un unico pistillo (ovario pluricarpellare sincarpico), o possono richiudersi ognuno su sé stesso originando pistilli diversi (ovario pluricarpellare apocarpico). In quest'ultimo caso ogni carpello originerà un frutto come ad esempio nel caso della mora e del gelso.
Per il loro carattere di foglie portatrici di megaspore (o macrospore), le cellule per la cui moltiplicazione viene a formarsi il gametofito femminile (il sacco embrionale), i carpelli sono megasporofilli.
Come si è detto, possono formare un gineceo unico, o restare separati, collocati ognuno nel ricettacolo, formando così altrettanti ginecei indipendenti. Nel primo caso diciamo che il fiore è gamocarpellare, e dialicarpellare nel secondo.
Le parti di cui è costituito ogni gineceo sono:
- L'ovario formato dalla regione fertile del carpello, quella che racchiude i primordi seminali od ovuli, che sembrano uniti a una protuberanza chiamata placenta.
- Lo stilo, che manca in molti casi, è un picciolo che connette lo stigma con l'ovario sottostante.
- Lo stigma, una zona superficiale papillosa, ricettore dei granuli di polline. Quando esiste lo stilo, lo stigma si situa al suo estremo distale e prende in generale la forma di un ingrossamento. Questo è frequentemente diviso in rami o zone di numerosità pari a quella dei carpelli che contribuiscono al pistillo.